# Hrodna voblast
Hrodna voblast (hviderussisk: Гродзенская вобласць, tr. Hrodzenskaja voblast; russisk: Гродненская область, tr. Grodnenskaja oblast) er en af Hvideruslands seks voblaster. Voblastens administrative center er placeret i byen Hrodna. Voblasten har 1.064.000(2012) indbyggere og et areal på 25.127 km². Hrodna voblast ligger i det vestlige Hviderusland med grænse til Polen og Litauen.
De største byer i voblasten er Hrodna (374.600), Lida (99.086), Slonim (49.894), Vawkavysk (44.084) og Smarhon (37.212).